# Phyteuma hemisphaericum
ll raponzolo alpino (nome scientifico Phyteuma hemisphaericum L., 1753) è una pianta erbacea perenne appartenente alla famiglia delle Campanulaceae.

## Etimologia
Il nome generico (Phyteuma), utilizzato per la prima volta da Dioscoride (Anazarbe, 40 circa – 90 circa) medico, botanico e farmacista greco antico che esercitò a Roma ai tempi dell'imperatore Nerone, deriva dalla parola greca "phyto" (= pianta) e significa: "ciò che è piantato", mentre L'epiteto specifico (hemisphaericum) significa "emisferico" e fa riferimento alla forma dell'infiorescenza.

Il binomio scientifico della pianta di questa voce è stato proposto da Carl von Linné (1707 – 1778) biologo e scrittore svedese, considerato il padre della moderna classificazione scientifica degli organismi viventi, nella pubblicazione "Species Plantarum - 1: 170 1753" del 1753.

## Descrizione
Queste piante arrivano al massimo ad una altezza di 5 – 9 cm (raramente raggiungono i 30 cm). La forma biologica è emicriptofita scaposa (H scap), ossia in generale sono piante erbacee, a ciclo biologico perenne, con gemme svernanti al livello del suolo e protette dalla lettiera o dalla neve e sono dotate di un asse fiorale eretto e spesso privo di foglie. Gli scapi sono semplici e indivisi. Queste piante contengono lattice.

### Radici
Le radici sono secondarie da rizoma.

### Fusto
- Parte ipogea: la parte sotterranea è un rizoma.
- Parte epigea: la parte aerea del fusto è eretta e indivisa.

### Foglie
Le foglie basali hanno forme lineari allungate (non superano lo scapo), quelle cauline sono più ridotte (generalmente è presente una sola foglia caulina). Alla base sono progressivamente ristrette e terminano senza un picciolo ben differenziato. Dimensione delle foglie basali: larghezza 1 mm; lunghezza 40 – 60 mm. Dimensione delle foglie cauline: larghezza 1 mm; lunghezza 20 mm.

### Infiorescenza

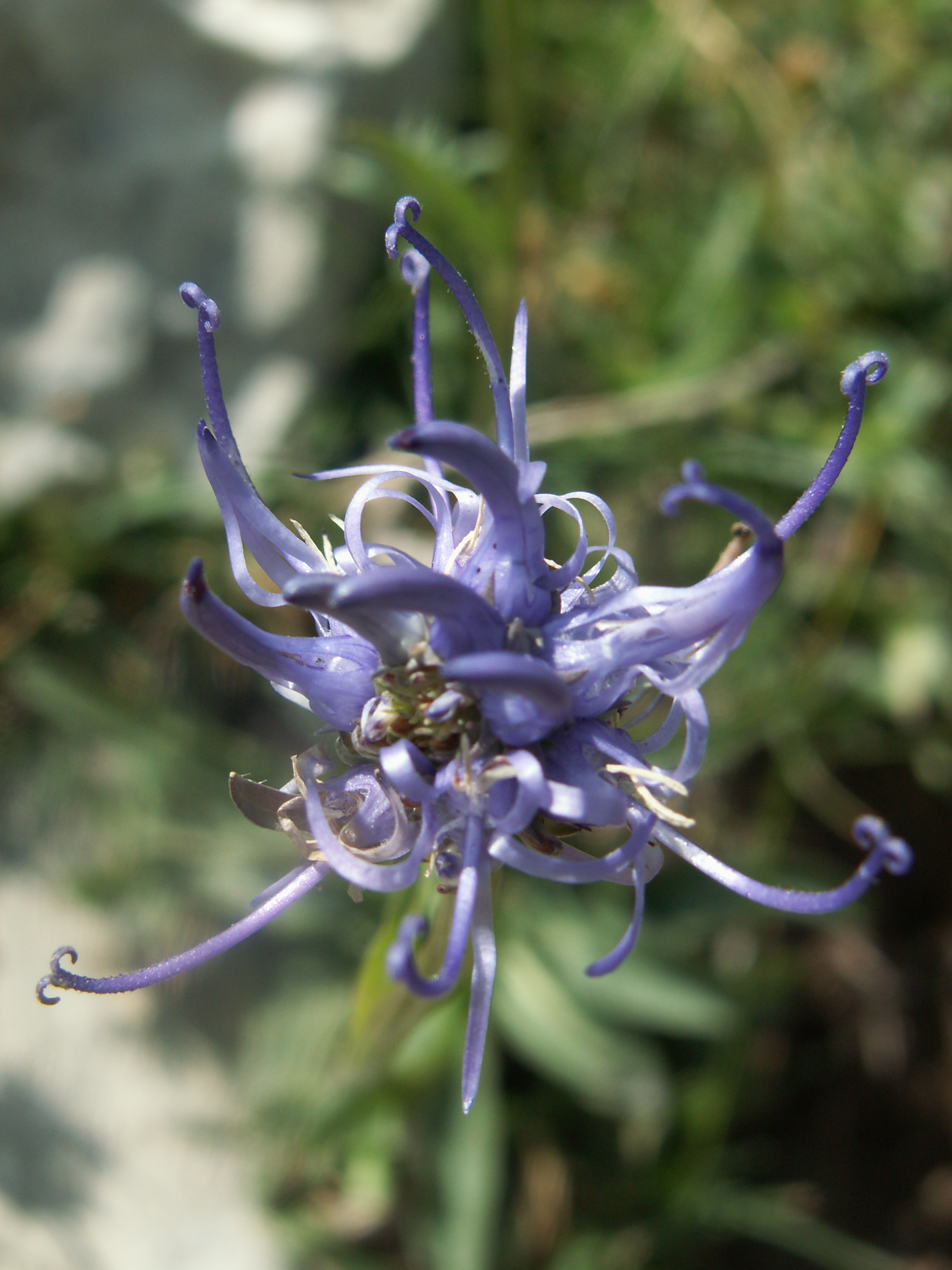
Infiorescenza

Le infiorescenze sono formate da diversi fiori raccolti in un capolino più o meno sferico. L'infiorescenza è sottesa da diverse brattee (5 - 8) con forme triangolari-acuminate (in lunghezza raramente superano il capolino).  Diametro del capolino: 1 cm. Dimensioni delle brattee: larghezza 2 – 4 mm; lunghezza 5 – 8 mm.

### Fiore
I fiori sono tetra-ciclici, ossia sono presenti 4 verticilli: calice – corolla – androceo – gineceo (in questo caso il perianzio è ben distinto tra calice e corolla) e pentameri (ogni verticillo ha 5 elementi). I fiori sono gamopetali (i petali sono riuniti all'apice), ermafroditi e attinomorfi.
- Formula fiorale: per questa pianta viene indicata la seguente formula fiorale:

K (5), C (5), A (5), G (2-5), infero, capsula
- Calice: il calice è un tubo campanulato, saldato all'ovario.
- Corolla: la corolla è incurvata e colorata di violetto, ed è lunga 10 mm.
- Androceo: gli stami sono 5 con antere libere (ossia saldate solamente alla base) e filamenti sottili ma membranosi (pelosi) alla base. La deiscenza delle antere è longitudinale. Il polline è 4-porato e spinuloso (esina irta di punti). Gli stami sporgono dalle aperture laterali della corolla.
- Gineceo: lo stilo è unico con 3 stigmi.  L'ovario è infero, 2-3-loculare con placentazione assile (centrale), formato da 3 carpelli (ovario sincarpico). Lo stilo, sporgente dalla corolla, possiede dei peli per raccogliere il polline. Le superfici stigmatiche sono posizionate sulla faccia superiore degli stigmi.
- Fioritura: da luglio ad agosto.

### Frutti
I frutti sono delle capsule poricide 3-loculari; la deiscenza avviene tramite 2 - 3 pori situati nella parte laterale. I semi sono molto numerosi, minuti e lisci

## Riproduzione
- Impollinazione: l'impollinazione avviene tramite insetti (impollinazione entomogama con api e farfalle anche notturne). In queste piante è presente un particolare meccanismo a "pistone": le antere formano un tubo nel quale viene rilasciato il polline raccolto successivamente dai peli dallo stilo che nel frattempo si accresce e porta il polline verso l'esterno.[9]
- Riproduzione: la fecondazione avviene fondamentalmente tramite l'impollinazione dei fiori (vedi sopra).
- Dispersione: i semi cadendo a terra (dopo essere stati trasportati per alcuni metri dal vento, essendo molto minuti e leggeri – disseminazione anemocora) sono successivamente dispersi soprattutto da insetti tipo formiche (disseminazione mirmecoria).

## Distribuzione e habitat

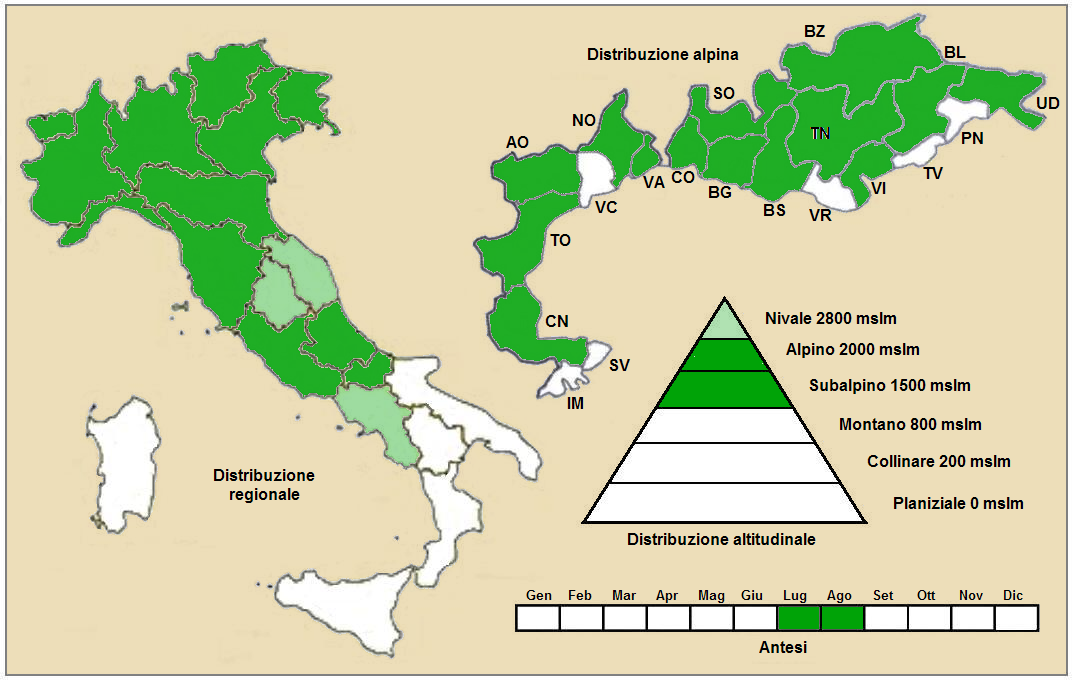
Distribuzione della pianta
(Distribuzione regionale – Distribuzione alpina)

- Geoelemento: il tipo corologico (area di origine) è Orofita - Sud Ovest Europeo.
- Distribuzione: in Italia questa specie è comune nelle Alpi e un po' meno nell'Appennino settentrionale e centrale. Fuori dall'Italia, sempre nelle Alpi, si trova ovunque. Sugli altri rilievi europei collegati alle Alpi si trova nel Massiccio Centrale e Pirenei.[12]
- Habitat: l'habitat tipico per questa pianta sono i pascoli alpini su terreno acido, i luoghi sassosi (ghiaioni e pietraie), le lande e i popolamenti a lavanda.  Il substrato preferito è siliceo con pH acido, bassi valori nutrizionali del terreno che deve essere mediamente umido.
- Distribuzione altitudinale: sui rilievi queste piante si possono trovare da 1900 fino a 2600 m s.l.m. (raramente da 1500 a 3600 m s.l.m.); frequentano quindi i seguenti piani vegetazionali: subalpino, alpino e i parte quello nivale.

### Fitosociologia
Dal punto di vista fitosociologico Phyteuma hemisphaericum appartiene alla seguente comunità vegetale:
Formazione: delle comunità delle praterie rase dei piani subalpino e alpino con dominanza di emicriptofite
Classe: Juncetea trifidi
Phyteuma hemisphaericum è un tipico componente dei pascoli alpini su terreni acidi ed è frequente anche in associazioni quali Festucetum halleri e Curvuletum.

## Tassonomia
La famiglia di appartenenza del Phyteuma hemisphaericum (Campanulaceae) è relativamente numerosa con 89 generi per oltre 2000 specie (sul territorio italiano si contano una dozzina di generi per un totale di circa 100 specie); comprende erbacee ma anche arbusti, distribuiti in tutto il mondo, ma soprattutto nelle zone temperate. Il genere di questa voce appartiene alla sottofamiglia Campanuloideae (una delle cinque sottofamiglie nella quale è stata suddivisa la famiglia Campanulaceae) e comprende una trentina di specie 16 delle quali sono presenti sul territorio italiano. 

Il Sistema Cronquist assegna il genere Phyteuma alla famiglia delle Campanulaceae e all'ordine delle Campanulales mentre la moderna classificazione APG la colloca nell'ordine delle Asterales (stessa famiglia). Sempre in base alla classificazione APG sono cambiati anche i livelli superiori (vedi tabella all'inizio a destra).

### Variabilità
Questa specie è abbastanza variabile. La variabilità si manifesta nella lunghezza delle brattee o nella decolorazione della corolla. Alcune checklist descrivono la var. carinthiacum R. Schulz (non riconosciuta unanimemente) con le foglie basali leggermente allargate nella zona apicale (quindi con forme lineari-spatolate) e brattee più grandi con distribuzione nella Carinzia e in Italia in Carnia (Pramollo).

### Sinonimi
Questa entità ha avuto nel tempo diverse nomenclature. L'elenco seguente indica alcuni tra i sinonimi più frequenti:.
- Phyteuma gaussenii Chouard
- Phyteuma graminifolium  Sieber
- Phyteuma hemisphaericum var. albiflorum  Schur
- Phyteuma hemisphaericum f. albiflorum  Rich.Schulz
- Phyteuma hemisphaericum var. carinthiacum  Rich.Schulz
- Phyteuma hemisphaericum var. graminifolium  (Sieber) Schur
- Phyteuma hemisphaericum var. hedraianthoides  Chouard
- Phyteuma hemisphaericum var. latifolium  Schur	Synonym
- Phyteuma hemisphaericum var. platyphyllum  Rich.Schulz
- Phyteuma hemisphaericum var. setaceum  Hegetschw.
- Phyteuma hemisphaericum var. subacaule  Rouy
- Phyteuma hemisphaericum f. vulgare  Rich.Schulz
- Phyteuma intermedium  Hegetschw.
- Phyteuma serratoides  Chouard
- Rapunculus hemisphaericus  (L.) Mill.

### Specie simili
Le seguenti specie dello stesso genere, con distribuzione alpina, possono essere confuse con quella di questa voce (sono indicati alcuni caratteri utili a distinguere una specie dall'altra):
- Phyteuma globulariifolium Sternb. & Hoppe - Raponzolo minore: la pianta è alta fino a 10 cm; la forma delle foglie è spatolata; le foglie radicali non hanno un picciolo ben differenziato. Si trova su tutto l'arco alpino.
- Phyteuma hemisphaericum L. - Raponzolo alpino: la pianta è alta fino a 15 cm; la forma delle foglie è lineare (le foglie basali sono più piccole dello scapo e non hanno un picciolo ben differenziato); i bordi delle foglie sono più o meno interi; gli stigmi sono 3. Si trova su tutto l'arco alpino.
- Phyteuma cordatum Balb. - Raponzolo delle Alpi Marittime: la pianta è alta fino a 25 cm; le foglie cauline hanno delle forme ovali-cuoriformi, quelle radicali hanno un picciolo ben distinto. Si trova nelle Alpi Marittime.
- Phyteuma orbiculare L. - Raponzolo orbiculare: la pianta è alta fino a 50 cm; le foglie radicali hanno un picciolo ben distinto, quelle cauline hanno forme lanceolate allungate. Si trova su tutto l'arco alpino.

## Usi
Non è una pianta edibile e non se ne conoscono proprietà medicinali.

## Altre notizie
Il raponzolo emisferico in altre lingue è chiamato nei seguenti modi:
- (DE)  Halbkugelige Rapunzel
- (FR)  Raiponce hémisphérique